# Panafrikanismus
Panafrikanismus je ideově-politická koncepce a hnutí zejména černošské inteligence Afriky, Severní Ameriky a zemí Karibského moře, která se zakládá na vědomi jednoty a příslušnosti k jedné rase. Koncepce se utvářela od konce 19. století. Termín
panafrický použil jako první trinidadský advokát Henry Sylvester-Williams na 1. panafrické konferenci v Londýně v roce 1900. Významnými představiteli panafrikanismu byli W. E. B Du Bois, Kwame Nkrumah a další.
Hlavními zásadami panafrikanismu jsou:
- Afričané musí sjednotit v úsilí řešit své problémy; jednota Afriky.
- Afrika se musí zbavit cizí nadvlády; nezávislost Afriky.
- Afričané musí vrátit ke svým autentickým zdrojům; osobitost Afriky.
- Africká společnost se musí radikálně reorganizovat; přeměna Afriky.

Vývin panafrikanismu vyústil v roce 1963 v založení Organizace africké jednoty.